# Triumfetta brevipes
Triumfetta brevipes är en malvaväxtart som beskrevs av S. Wats.. Triumfetta brevipes ingår i släktet triumfettor, och familjen malvaväxter. Inga underarter finns listade i Catalogue of Life.